# Kin Endate
| 4042 Okhotsk           | 15 gennaio 1989   |
| 4126 Mashu             | 19 gennaio 1988   |
| 4460 Bihoro            | 28 febbraio 1990  |
| 4491 Otaru             | 7 settembre 1988  |
| 4497 Taguchi           | 4 gennaio 1989    |
| 4508 Takatsuki         | 27 marzo 1990     |
| 4547 Massachusetts     | 16 maggio 1990    |
| 4585 Ainonai           | 16 maggio 1990    |
| 4607 Seilandfarm       | 25 novembre 1987  |
| 4641 Ayako             | 30 agosto 1990    |
| 4712 Iwaizumi          | 25 agosto 1989    |
| 4773 Hayakawa          | 17 novembre 1989  |
| 4839 Daisetsuzan       | 25 agosto 1989    |
| 4845 Tsubetsu          | 5 marzo 1991      |
| 4973 Showa             | 18 marzo 1990     |
| 5059 Saroma            | 11 gennaio 1988   |
| 5117 Mokotoyama        | 8 aprile 1988     |
| 5187 Domon             | 15 ottobre 1990   |
| 5213 Takahashi         | 18 marzo 1990     |
| 5294 Onnetoh           | 3 febbraio 1991   |
| 5331 Erimomisaki       | 27 gennaio 1990   |
| 5372 Bikki             | 29 novembre 1987  |
| 5404 Uemura            | 15 marzo 1991     |
| 5481 Kiuchi            | 15 febbraio 1990  |
| 5557 Chimikeppuko      | 7 febbraio 1989   |
| 5580 Sharidake         | 10 settembre 1988 |
| 5603 Rausudake         | 5 febbraio 1992   |
| 5631 Sekihokutouge     | 20 marzo 1993     |
| 5648 Axius             | 11 novembre 1990  |
| 5679 Akkado            | 2 novembre 1989   |
| 5692 Shirao            | 23 marzo 1992     |
| 5734 Noguchi           | 15 gennaio 1989   |
| 5753 Yoshidatadahiko   | 4 marzo 1992      |
| 5847 Wakiya            | 18 dicembre 1989  |
| 5850 Masaharu          | 8 dicembre 1990   |
| 5868 Ohta              | 13 ottobre 1988   |
| 5875 Kuga              | 5 dicembre 1989   |
| 5975 Otakemayumi       | 21 settembre 1992 |
| 5978 Kaminokuni        | 16 novembre 1992  |
| 6020 Miyamoto          | 30 settembre 1991 |
| 6022 Jyuro             | 26 ottobre 1992   |
| 6023 Tsuyashima        | 26 ottobre 1992   |
| 6052 Junichi           | 9 febbraio 1992   |
| 6091 Mitsuru           | 28 febbraio 1990  |
| 6093 Makoto            | 30 agosto 1990    |
| 6097 Koishikawa        | 29 ottobre 1991   |
| 6104 Takao             | 16 aprile 1993    |
| 6140 Kubokawa          | 6 gennaio 1992    |
| 6144 Kondojiro         | 14 marzo 1994     |
| 6193 Manabe            | 18 agosto 1990    |
| 6195 Nukariya          | 13 novembre 1990  |
| 6200 Hachinohe         | 16 aprile 1993    |
| 6201 Ichiroshimizu     | 16 aprile 1993    |
| 6208 Wakata            | 3 dicembre 1988   |
| 6247 Amanogawa         | 21 novembre 1990  |
| 6274 Taizaburo         | 23 marzo 1992     |
| 6323 Karoji            | 14 febbraio 1991  |
| 6330 Koen              | 23 marzo 1992     |
| 6337 Shiota            | 26 ottobre 1992   |
| 6338 Isaosato          | 26 ottobre 1992   |
| 6340 Kathmandu         | 15 ottobre 1993   |
| 6345 Hideo             | 5 gennaio 1994    |
| 6389 Ogawa             | 21 gennaio 1990   |
| 6390 Hirabayashi       | 26 gennaio 1990   |
| 6408 Saijo             | 28 ottobre 1992   |
| 6412 Kaifu             | 15 ottobre 1993   |
| 6413 Iye               | 15 ottobre 1993   |
| 6424 Ando              | 14 marzo 1994     |
| 6459 Hidesan           | 28 ottobre 1992   |
| 6463 Isoda             | 13 gennaio 1994   |
| 6496 Kazuko            | 19 ottobre 1992   |
| 6498 Ko                | 26 ottobre 1992   |
| 6500 Kodaira           | 15 marzo 1993     |
| 6526 Matogawa          | 1º ottobre 1992   |
| 6558 Norizuki          | 14 aprile 1991    |
| 6565 Reiji             | 23 marzo 1992     |
| 6567 Shigemasa         | 16 novembre 1992  |
| 6570 Tomohiro          | 6 maggio 1994     |
| 6599 Tsuko             | 8 agosto 1988     |
| 6607 Matsushima        | 29 ottobre 1991   |
| 6637 Inoue             | 3 dicembre 1988   |
| 6650 Morimoto          | 7 settembre 1991  |
| 6656 Yokota            | 23 marzo 1992     |
| 6658 Akiraabe          | 18 novembre 1992  |
| 6669 Obi               | 5 maggio 1994     |
| 6722 Bunichi           | 23 gennaio 1991   |
| 6737 Okabayashi        | 15 marzo 1993     |
| 6738 Tanabe            | 20 marzo 1993     |
| 6741 Liyuan            | 31 marzo 1994     |
| 6742 Biandepei         | 8 aprile 1994     |
| 6743 Liu               | 8 aprile 1994     |
| 6744 Komoda            | 6 maggio 1994     |
| 6745 Nishiyama         | 7 maggio 1994     |
| 6832 Kawabata          | 23 marzo 1992     |
| 6867 Kuwano            | 28 marzo 1992     |
| 6869 Funada            | 2 maggio 1992     |
| 6873 Tasaka            | 21 aprile 1993    |
| 6878 Isamu             | 2 ottobre 1994    |
| 6905 Miyazaki          | 15 ottobre 1990   |
| 6908 Kunimoto          | 24 novembre 1990  |
| 6913 Yukawa            | 31 ottobre 1991   |
| 6919 Tomonaga          | 16 aprile 1993    |
| 6920 Esaki             | 14 maggio 1993    |
| 6924 Fukui             | 8 ottobre 1993    |
| 6927 Tonegawa          | 2 ottobre 1994    |
| 6931 Kenzaburo         | 4 novembre 1994   |
| 6964 Kunihiko          | 15 ottobre 1990   |
| 6978 Hironaka          | 12 settembre 1993 |
| 6979 Shigefumi         | 12 settembre 1993 |
| 6980 Kyusakamoto       | 16 settembre 1993 |
| 7035 Gomi              | 28 gennaio 1995   |
| 7122 Iwasaki           | 12 marzo 1989     |
| 7128 Misawa            | 30 settembre 1991 |
| 7133 Kasahara          | 15 ottobre 1993   |
| 7176 Kuniji            | 1º dicembre 1989  |
| 7186 Tomioka           | 26 dicembre 1991  |
| 7188 Yoshii            | 23 settembre 1992 |
| 7189 Kuniko            | 28 settembre 1992 |
| 7192 Cieletespace      | 12 settembre 1993 |
| 7193 Yamaoka           | 19 settembre 1993 |
| 7241 Kuroda            | 11 novembre 1990  |
| 7242 Okyudo            | 11 novembre 1990  |
| 7250 Kinoshita         | 23 settembre 1992 |
| 7251 Kuwabara          | 30 settembre 1992 |
| 7254 Kuratani          | 15 ottobre 1993   |
| 7293 Kazuyuki          | 23 marzo 1992     |
| 7305 Ossakajusto       | 8 febbraio 1994   |
| 7342 Uchinoura         | 23 marzo 1992     |
| 7430 Kogure            | 23 gennaio 1993   |
| 7435 Sagamihara        | 8 febbraio 1994   |
| 7436 Kuroiwa           | 8 febbraio 1994   |
| 7442 Inouehideo        | 20 settembre 1995 |
| 7475 Kaizuka           | 28 ottobre 1992   |
| 7483 Sekitakakazu      | 1º novembre 1994  |
| 7530 Mizusawa          | 15 aprile 1994    |
| 7572 Znokai            | 23 settembre 1989 |
| 7590 Aterui            | 26 ottobre 1992   |
| 7596 Yumi              | 10 aprile 1993    |
| 7664 Namahage          | 2 ottobre 1994    |
| 7674 Kasuga            | 15 novembre 1995  |
| 7766 Jododaira         | 23 gennaio 1991   |
| 7842 Ishitsuka         | 1º dicembre 1994  |
| 7890 Yasuofukui        | 2 ottobre 1994    |
| 7954 Kitao             | 19 settembre 1993 |
| 7965 Katsuhiko         | 17 gennaio 1996   |
| 8011 Saijokeiichi      | 29 novembre 1989  |
| 8036 Maehara           | 26 ottobre 1992   |
| 8040 Utsumikazuhiko    | 16 settembre 1993 |
| 8087 Kazutaka          | 29 novembre 1989  |
| 8097 Yamanishi         | 12 settembre 1993 |
| 8098 Miyamotoatsushi   | 19 settembre 1993 |
| 8156 Tsukada           | 13 ottobre 1988   |
| 8159 Fukuoka           | 24 gennaio 1990   |
| 8167 Ishii             | 14 febbraio 1991  |
| 8194 Satake            | 16 settembre 1993 |
| 8202 Gooley            | 11 febbraio 1994  |
| 8204 Takabatake        | 8 aprile 1994     |
| 8231 Tetsujiyamada     | 6 ottobre 1997    |
| 8274 Soejima           | 15 ottobre 1990   |
| 8286 Kouji             | 8 marzo 1992      |
| 8294 Takayuki          | 26 ottobre 1992   |
| 8295 Toshifukushima    | 26 ottobre 1992   |
| 8296 Miyama            | 13 gennaio 1993   |
| 8314 Tsuji             | 25 ottobre 1997   |
| 8377 Elmerreese        | 23 settembre 1992 |
| 8393 Tetsumasakamoto   | 15 ottobre 1993   |
| 8406 Iwaokusano        | 20 aprile 1995    |
| 8417 Lancetaylor       | 7 novembre 1996   |
| 8500 Hori              | 10 ottobre 1990   |
| 8503 Masakatsu         | 21 novembre 1990  |
| 8526 Takeuchiyukou     | 23 settembre 1992 |
| 8527 Katayama          | 28 settembre 1992 |
| 8529 Sinzi             | 19 ottobre 1992   |
| 8531 Mineosaito        | 16 novembre 1992  |
| 8546 Kenmotsu          | 13 gennaio 1994   |
| 8548 Sumizihara        | 14 marzo 1994     |
| 8553 Bradsmith         | 20 aprile 1995    |
| 8560 Tsubaki           | 20 settembre 1995 |
| 8575 Seishitakeuchi    | 7 novembre 1996   |
| 8577 Choseikomori      | 7 novembre 1996   |
| 8660 Sano              | 15 ottobre 1990   |
| 8693 Matsuki           | 16 novembre 1992  |
| 8712 Suzuko            | 2 ottobre 1994    |
| 8713 Azusa             | 26 gennaio 1995   |
| 8728 Mimatsu           | 7 novembre 1996   |
| 8874 Showashinzan      | 26 ottobre 1992   |
| 8882 Sakaetamura       | 10 gennaio 1994   |
| 8891 Irokawa           | 1º settembre 1994 |
| 9067 Katsuno           | 16 aprile 1993    |
| 9074 Yosukeyoshida     | 31 marzo 1994     |
| 9080 Takayanagi        | 2 ottobre 1994    |
| 9088 Maki              | 20 settembre 1995 |
| 9090 Chirotenmondai    | 28 ottobre 1995   |
| 9206 Yanaikeizo        | 1º settembre 1994 |
| 9208 Takanotoshi       | 2 ottobre 1994    |
| 9215 Taiyonoto         | 28 ottobre 1995   |
| 9229 Matsuda           | 20 febbraio 1996  |
| 9333 Hiraimasa         | 15 ottobre 1990   |
| 9362 Miyajima          | 23 marzo 1992     |
| 9375 Omodaka           | 16 aprile 1993    |
| 9382 Mihonoseki        | 11 ottobre 1993   |
| 9573 Matsumotomas      | 16 ottobre 1988   |
| 9599 Onotomoko         | 29 ottobre 1991   |
| 9632 Sudo              | 15 ottobre 1993   |
| 9642 Takatahiro        | 1º settembre 1994 |
| 9842 Funakoshi         | 15 gennaio 1989   |
| 9845 Okamuraosamu      | 27 marzo 1990     |
| 9851 Sakamoto          | 24 ottobre 1990   |
| 9869 Yadoumaru         | 9 febbraio 1992   |
| 9967 Awanoyumi         | 31 marzo 1992     |
| 9971 Ishihara          | 16 aprile 1993    |
| 9975 Takimotokoso      | 12 settembre 1993 |
| 10092 Sasaki           | 15 novembre 1990  |
| 10138 Ohtanihiroshi    | 16 settembre 1993 |
| 10146 Mukaitadashi     | 8 febbraio 1994   |
| 10155 Numaguti         | 4 novembre 1994   |
| 10182 Junkobiwaki      | 20 marzo 1996     |
| 10301 Kataoka          | 30 marzo 1989     |
| 10304 Iwaki            | 30 settembre 1989 |
| 10322 Mayuminarita     | 11 novembre 1990  |
| 10326 Kuragano         | 21 novembre 1990  |
| 10351 Seiichisato      | 23 settembre 1992 |
| 10352 Kawamura         | 26 ottobre 1992   |
| 10355 Kojiroharada     | 15 marzo 1993     |
| 10366 Shozosato        | 24 novembre 1994  |
| 10546 Nakanomakoto     | 28 marzo 1992     |
| 10555 Tagaharue        | 16 aprile 1993    |
| 10559 Yukihisa         | 16 settembre 1993 |
| 10560 Michinari        | 8 ottobre 1993    |
| 10561 Shimizumasahiro  | 15 ottobre 1993   |
| 10569 Kinoshitamasao   | 8 aprile 1994     |
| 10570 Shibayasuo       | 8 aprile 1994     |
| 10608 Mameta           | 7 novembre 1996   |
| 10616 Inouetakeshi     | 25 ottobre 1997   |
| 10760 Ozeki            | 15 ottobre 1990   |
| 10767 Toyomasu         | 22 ottobre 1990   |
| 10802 Masamifuruya     | 28 ottobre 1992   |
| 10805 Iwano            | 18 novembre 1992  |
| 10821 Kimuratakeshi    | 16 settembre 1993 |
| 10822 Yasunori         | 16 settembre 1993 |
| 10823 Sakaguchi        | 16 settembre 1993 |
| 10827 Doikazunori      | 11 ottobre 1993   |
| 10882 Shinonaga        | 3 novembre 1996   |
| 10884 Tsuboimasaki     | 7 novembre 1996   |
| 10885 Horimasato       | 7 novembre 1996   |
| 11072 Hiraoka          | 3 aprile 1992     |
| 11074 Kuniwake         | 23 settembre 1992 |
| 11079 Mitsunori        | 13 gennaio 1993   |
| 11086 Nagatayuji       | 11 ottobre 1993   |
| 11087 Yamasakimakoto   | 15 ottobre 1993   |
| 11099 Sonodamasaki     | 20 aprile 1995    |
| 11282 Hanakusa         | 30 ottobre 1989   |
| 11316 Fuchitatsuo      | 5 ottobre 1994    |
| 11323 Nasu             | 21 agosto 1995    |
| 11324 Hayamizu         | 30 agosto 1995    |
| 11492 Shimose          | 13 novembre 1988  |
| 11495 Fukunaga         | 3 dicembre 1988   |
| 11545 Hashimoto        | 26 ottobre 1992   |
| 11579 Tsujitsuka       | 6 maggio 1994     |
| 11593 Uchikawa         | 20 aprile 1995    |
| 11615 Naoya            | 13 gennaio 1996   |
| 11664 Kashiwagi        | 4 aprile 1997     |
| 11860 Uedasatoshi      | 16 ottobre 1988   |
| 11915 Nishiinoue       | 23 settembre 1992 |
| 11921 Mitamasahiro     | 26 ottobre 1992   |
| 11928 Akimotohiro      | 23 gennaio 1993   |
| 11929 Uchino           | 23 gennaio 1993   |
| 11933 Himuka           | 15 marzo 1993     |
| 11949 Kagayayutaka     | 19 settembre 1993 |
| 11959 Okunokeno        | 13 aprile 1994    |
| 11978 Makotomasako     | 20 settembre 1995 |
| 11987 Yonematsu        | 15 novembre 1995  |
| 12012 Kitahiroshima    | 7 novembre 1996   |
| 12013 Sibatahosimi     | 7 novembre 1996   |
| 12047 Hideomitani      | 3 aprile 1997     |
| 12262 Nishio           | 21 ottobre 1989   |
| 12278 Kisohinoki       | 21 novembre 1990  |
| 12326 Shirasaki        | 21 settembre 1992 |
| 12357 Toyako           | 16 settembre 1993 |
| 12362 Mumuryk          | 15 ottobre 1993   |
| 12383 Eboshi           | 2 ottobre 1994    |
| 12387 Tomokofujiwara   | 28 ottobre 1994   |
| 12388 Kikunokai        | 1º novembre 1994  |
| 12391 Ecoadachi        | 26 novembre 1994  |
| 12411 Tannokayo        | 20 settembre 1995 |
| 12412 Muchisachie      | 20 settembre 1995 |
| 12415 Wakatatakayo     | 22 settembre 1995 |
| 12435 Sudachi          | 17 gennaio 1996   |
| 12440 Koshigayaboshi   | 11 febbraio 1996  |
| 12751 Kamihayashi      | 15 marzo 1993     |
| 12769 Kandakurenai     | 18 marzo 1994     |
| 12771 Kimshin          | 5 aprile 1994     |
| 12787 Abetadashi       | 20 settembre 1995 |
| 12810 Okumiomote       | 17 gennaio 1996   |
| 13039 Awashima         | 27 marzo 1990     |
| 13094 Shinshuueda      | 19 ottobre 1992   |
| 13140 Shinchukai       | 4 novembre 1994   |
| 13156 Mannoucyo        | 20 settembre 1995 |
| 13163 Koyamachuya      | 28 ottobre 1995   |
| 13198 Banpeiyu         | 27 febbraio 1997  |
| 13565 Yotakanashi      | 28 ottobre 1992   |
| 13567 Urabe            | 16 novembre 1992  |
| 13576 Gotoyoshi        | 16 aprile 1993    |
| 13577 Ukawa            | 16 aprile 1993    |
| 13582 Tominari         | 15 ottobre 1993   |
| 13605 Nakamuraminoru   | 1º settembre 1994 |
| 13608 Andosatoru       | 2 ottobre 1994    |
| 13627 Yukitamayo       | 15 novembre 1995  |
| 13640 Ohtateruaki      | 12 aprile 1996    |
| 13942 Shiratakihime    | 2 novembre 1989   |
| 14004 Chikama          | 19 settembre 1993 |
| 14006 Sakamotofumio    | 18 settembre 1993 |
| 14010 Jomonaomori      | 16 ottobre 1993   |
| 14027 Ichimoto         | 2 ottobre 1994    |
| 14105 Nakadai          | 6 ottobre 1997    |
| 14401 Reikoyukawa      | 15 dicembre 1990  |
| 14426 Katotsuyoshi     | 29 ottobre 1991   |
| 14436 Morishita        | 23 marzo 1992     |
| 14447 Hosakakanai      | 2 novembre 1992   |
| 14491 Hitachiomiya     | 4 novembre 1994   |
| 14492 Bistar           | 4 novembre 1994   |
| 14499 Satotoshio       | 15 novembre 1995  |
| 14888 Kanazawashi      | 30 settembre 1991 |
| 14925 Naoko            | 4 novembre 1994   |
| 14926 Hoshide          | 4 novembre 1994   |
| 14927 Satoshi          | 1º novembre 1994  |
| 15246 Kumeta           | 2 novembre 1989   |
| 15248 Hidekazu         | 29 novembre 1989  |
| 15250 Nishiyamahiro    | 28 febbraio 1990  |
| 15740 Hyakumangoku     | 15 marzo 1991     |
| 15786 Hoshioka         | 15 settembre 1993 |
| 15922 Masajisaito      | 1º novembre 1997  |
| 16463 Nayoro           | 2 marzo 1990      |
| 16466 Piyashiriyama    | 29 marzo 1990     |
| 16507 Fuuren           | 24 ottobre 1990   |
| 16525 Shumarinaiko     | 14 febbraio 1991  |
| 16528 Terakado         | 2 aprile 1991     |
| 16552 Sawamura         | 16 settembre 1991 |
| 16555 Nagaomasami      | 31 ottobre 1991   |
| 16587 Nagamori         | 21 settembre 1992 |
| 16594 Sorachi          | 26 ottobre 1992   |
| 16624 Hoshizawa        | 16 aprile 1993    |
| 16625 Kunitsugu        | 20 aprile 1993    |
| 16649 Masayasu         | 15 ottobre 1993   |
| 17462 Takahisa         | 22 ottobre 1990   |
| 17470 Mitsuhashi       | 19 gennaio 1991   |
| 17501 Tetsuro          | 23 marzo 1992     |
| 18403 Atsuhirotaisei   | 13 gennaio 1993   |
| 18404 Kenichi          | 20 marzo 1993     |
| 18418 Ujibe            | 15 ottobre 1993   |
| 19303 Chinacyo         | 5 ottobre 1996    |
| 19304 Yoshidaseiko     | 5 ottobre 1996    |
| 19307 Hanayama         | 14 ottobre 1996   |
| 19313 Shibatakazunari  | 6 novembre 1996   |
| 19314 Nakamuratetsu    | 7 novembre 1996   |
| 19315 Aizunisshinkan   | 7 novembre 1996   |
| 21035 Iwabu            | 1º gennaio 1990   |
| 21120 Naritaatsushi    | 16 novembre 1992  |
| 21121 Andoshoeki       | 16 novembre 1992  |
| 21182 Teshiogawa       | 12 marzo 1994     |
| 21292 Kanetakoichi     | 7 novembre 1996   |
| 21293 Fujimototoyoshi  | 7 novembre 1996   |
| 21294 Yamaguchiyuko    | 7 novembre 1996   |
| 22351 Yamashitatoshiki | 19 ottobre 1992   |
| 22352 Fujiwarakenjiro  | 26 ottobre 1992   |
| 22397 Minobe           | 4 novembre 1994   |
| 22409 Nagatohideaki    | 20 settembre 1995 |
| 22416 Tanimotoyoshi    | 28 ottobre 1995   |
| 22453 Shibusawaeiichi  | 7 novembre 1996   |
| 22480 Maedatoshihisa   | 3 aprile 1997     |
| 23471 Kawatamasaaki    | 15 ottobre 1990   |
| 23475 Nakazawa         | 13 novembre 1990  |
| 23524 Yuichitsuda      | 23 gennaio 1993   |
| 23543 Saiki            | 16 ottobre 1993   |
| 23562 Hyodokenichi     | 2 ottobre 1994    |
| 23662 Jozankei         | 3 marzo 1997      |
| 23676 Tomitayoshihiro  | 4 aprile 1997     |
| 24673 Ohsugitadao      | 28 settembre 1989 |
| 24753 Fujikake         | 28 ottobre 1992   |
| 24808 Iwanaguchi       | 2 ottobre 1994    |
| 24816 Einagahideo      | 1 novembre 1994   |
| 24825 Ebeshireiko      | 21 agosto 1995    |
| 24830 Kawanotomoyoshi  | 20 settembre 1995 |
| 24919 Teruyoshi        | 3 marzo 1997      |
| 24911 Kojimashigemi    | 27 febbraio 1997  |
| 24919 Teruyoshi        | 3 marzo 1997      |
| 24960 Usukikenichi     | 6 ottobre 1997    |
| 26104 Masayukimori     | 11 novembre 1990  |
| 26171 Katsunorikataoka | 17 gennaio 1996   |
| 26213 Ayani            | 25 ottobre 1997   |
| 26828 Narusawa         | 29 novembre 1989  |
| 26852 Miyamototakashi  | 19 ottobre 1992   |
| 26855 Yasukohasegawa   | 17 novembre 1992  |
| 26886 Takahara         | 2 ottobre 1994    |
| 27749 Tsukadaken       | 23 gennaio 1991   |
| 27787 Andokazuma       | 28 ottobre 1992   |
| 27809 Murakamiyasuhiko | 20 aprile 1993    |
| 27815 Katsuhito        | 16 settembre 1993 |
| 27816 Naitohiroyuki    | 15 ottobre 1993   |
| 27844 Fumitake         | 2 ottobre 1994    |
| 27861 Sudachikako      | 28 gennaio 1995   |
| 27882 Ootanihideji     | 10 marzo 1996     |
| 27887 Kiyoharu         | 12 aprile 1996    |
| 27920 Noguchiujo       | 7 novembre 1996   |
| 29167 Masataka         | 29 novembre 1989  |
| 29251 Hosokawa         | 26 ottobre 1992   |
| 29299 Kazama           | 15 ottobre 1993   |
| 29374 Kazumitsu        | 13 aprile 1996    |
| 29408 Katoyuko         | 3 novembre 1996   |
| 29474 Toyoshima        | 25 ottobre 1997   |
| 30805 Mikimasa         | 21 ottobre 1989   |
| 30924 Imamura          | 15 settembre 1993 |
| 30925 Todahiroyuki     | 15 settembre 1993 |
| 30943 Takeisakiyo      | 12 marzo 1994     |
| 32815 Mitsufumi        | 14 aprile 1991    |
| 32854 Sekitakayuki     | 30 settembre 1992 |
| 32909 Uemuramahito     | 2 ottobre 1994    |
| 33008 Tatematsu        | 3 marzo 1997      |
| 46610 Bésixdouze       | 15 ottobre 1993   |
| 117568 Yadame          | 5 marzo 2005      |
| 145062 Hashikami       | 4 aprile 2005     |
| 188576 Kosenda         | 5 marzo 2005      |

Kin Endate (円館 金; Iwaizumi, 1960) è un astronomo amatoriale giapponese.
Vive a Bihoro, sull'isola di Hokkaidō dove svolge la professione di artigiano del legno.
Il Minor Planet Center gli accredita la scoperta di 625 asteroidi, effettuate tra il 1987 e il 2009, la maggior parte delle quali in collaborazione con Kazuro Watanabe.
Gli è stato dedicato l'asteroide 4282 Endate..